# Ширково (Тверская область)
Ши́рково — село в Пеновском районе Тверской области. Входит в состав Заевского сельского поселения. Расположено в 20 километрах к северу от районного центра Пено, на берегу озера Вселуг.

## История
До 1991 года Ширково называлось деревней Наумово, переименована в село по названию расположенного рядом Ширкова погоста.
Ширков погост был основан у протоки между озёрами Стерж и Вселуг (эта протока и есть Волга), где проходили дороги из центра России в Новгород. Летом здесь переезжали между озёрами с запада на восток, зимой санный путь шёл по самим озёрам с юга на север. В XIV—XV Ширков погост был на границе Ржевского уезда Московского княжества, севернее, по берегам озера Стерж, была Новгородская земля.
В XVIII веке упоминается сельцо Ширково рядом с погостом, в XIX веке — владельческая деревня Наумово Село (Ширково).
Деревня Наумово во второй половине XIX — начале XX века деревня относилась к Ширковскому приходу Синцовской волости Осташковского уезда Тверской губернии. В 1889 году здесь 17 дворов, 167 жителей. Селение расположено на берегу р. Волги, которая, разливаясь широко, затопляет луга и делает покосы неудобными. Поля гористы и овражисты. Почва — б.ч. супесчаная, с песчаной подпочвой, есть и суглинок. Жители занимаются рыболовством на Волге, возят лес и вяжут сети..
В 1940 году деревня Наумово в Косицком сельсовете Пеновского района Калининской области, в ней 37 дворов, пристань на озере.
Во время Великой Отечественной войны деревня оккупирована немецко-фашистскими войсками в октябре 1941 года, освобождена в январе 1942 года.
В 1997 году в Ширково 7 хозяйств, 8 жителей.

## Население
| 1859 | 1889 | 2002 | 2008 | 2010 |
| ---- | ---- | ---- | ---- | ---- |
| 176  | ↘167 | ↘13  | ↘9   | ↘7   |

## Достопримечательности
На Ширковом погосте близ деревни расположены деревянная церковь Иоанна Предтечи 1697 года постройки и каменная церковь 1913 года постройки.

## Известные люди
В деревне Наумово родился Герой Советского Союза Василий Корнеевич Новиков (1907—1981).